# Listen to Your Heart - UK Remixes
Listen to Your Heart - UK Remixes è un EP digitale del duo dance-trance belga D.H.T., pubblicato su iTunes il 23 gennaio 2006.

## Il disco
L'EP contiene quattro lunghi remix del loro primo singolo, Listen to Your Heart, cover di un famoso brano del gruppo pop svedese Roxette.

## Tracce
Testi e musiche di Per Gessle e Mats Persson.
1. Listen To Your Heart (Hixxy Remix) – 7:22
2. Listen To Your Heart (Uniting Nations Remix) – 7:13
3. Listen To Your Heart (Friday Night Posse Remix) – 7:30
4. Listen To Your Heart (F&W Remix) – 6:16

## Formazione
- Edmée Daenen – voce
- Flor Theeuwes – pianoforte, tastiere, programmazione

Altri musicisti
- Giuseppe D. – drum machine, programmazione